# 长卿镇 (梓潼县)
长卿镇，是中华人民共和国四川省绵阳市梓潼县下辖的一个乡镇级行政单位。2019年12月，撤销三泉乡和东石乡，将其所属行政区域划归长卿镇管辖，长卿镇人民政府驻金牛大道南段1575号。

## 行政区划
长卿镇下辖以下地区：
南桥社区、南桥村、幸福村、石河村、灵童村、中心村、松垭村、长卿村和潼江村。